# Yann Serandour
Pour les articles homonymes, voir Sérandour.
Yann Sérandour (né en 1974 à Vannes dans le Morbihan), est un artiste conceptuel français.

## Biographie
Yann Sérandour vit à Rennes et travaille pour l’Université Rennes-II en tant que maître de conférences en arts plastiques. En 2006, il écrit une thèse sur Les Lecteurs en série, enquête sur un profil artistique contemporain. Ses travaux portent sur l’utilisation du livre et des pratiques de lecture dans l’art contemporain, et sur les bibliothèques d’artistes.

## Son œuvre
Yann Sérandour utilise des œuvres d’artistes pour les réactiver d’un regard neuf, avec ses propres thématiques : l’histoire de l’art, l’objet livre, l’acte de lecture, le geste d’inventaire des formes connues. C’est une relecture des œuvres, et non une réappropriation, ou un détournement.
En 2006, il a été nommé pour le Prix Fondation d'entreprise Ricard qui récompense un artiste représentatif de la création d’art contemporain en France.
Il a effectué plusieurs résidences d'artistes, en 2007 à la galerie La Box à Bourges, à la Maison flottante du Cneai de Chatou ; puis en 2007-2008 à la Cité internationale des arts à Paris ; et en 2010 à la Villa Arson à Nice.
Entre 2002-2005, il propose sa bibliothèque virtuelle interactive.

## Expositions personnelles
Sérandou est représenté par la galerie parisienne Gb agency.[réf. nécessaire]
2010
- Entre-deux, Nantes.

2008
- Inside The White Cube, Expanded Edition, l’exposition installée au Palais de Tokyo, est une association de dix-huit exemplaires de textes de l’artiste Brian O'Doherty sur ces idées du « White Cube », formant un petit cube blanc.
- Weiss, Gb agency, Paris: il entrepose sur une table de tapissier un assemblage de catalogues et autres revues issus de la bibliothèque de la galerie.

2007
- Bien amicalement, Musée de l’Objet, collection d’art contemporain, Blois.
- Pendant l’exposition, l’hôtel vide affichera complet, galerie Vasistas/ Hôtel des Acacias, Montpellier.
- Pile ou face, VF galerie, Marseille.
- Show-room, Florence Loewy’s books by artists, Paris.
- Thirtysix Fire Stations : livre d’artiste s’inspirant de l’œuvre Twentsix Gasoline Stations d’Ed Ruscha de 1963, l’œuvre de Sérandour représente 36 casernes de pompiers de la ville de Montréal.
- Vivement Lundi !, Cneai, Chatou. 1re exposition personnelle de l’artiste.

Il participe également à l’exposition en 2001 de 40mcube.

## Écrits de l’artiste
- « Gradiva Rediviva », in Back cover, n°3, hiver 2010, p.20-21.
- « L’étagère hypothétique », in Bibliothèques d’artistes XXe-XXIe siècles, Francoise Levaillant, Dario Gamboni, Jean-Roch Bouiller (dir.), Presses universitaires de Paris Sorbonne, 2010, p.57-65.
- « Serial Readers : Fortune et infortunes des livres d’Edward Ruscha », in Nouvelle Revue d’esthétique, n°2, 2008, p.51-56.